# Ginta
Ginta (węg. Gyanta) – wieś w Rumunii, w okręgu Bihor, w gminie Căpâlna. W 2011 roku liczyła 309 mieszkańców.